# Alopecurus bonariensis
Alopecurus bonariensis är en gräsart som beskrevs av Parodi och Albert Thellung. Alopecurus bonariensis ingår i släktet kavlen, och familjen gräs. Inga underarter finns listade i Catalogue of Life.